# Jacob ben David Bonjorn
Jacob ben David ben Bonjorn también conocido como David Bonjorn o David ben Yom Tov (Colliure alrededor de 1300 - Barcelona, probablemente antes de 1361), fue un astrónomo y astrólogo judío catalán. En el pasado algunos estudiosos, entre ellos el erudito del siglo XIX, Moritz Steinschneider, lo han identificado erróneamente con el polímata judío portugués David Ben Yom Tob ibn biliars, identificación que hoy día se considera poco probable. De hecho recibió el nombre de David Bonjorn, por ser Bonjorn una traducción literal al catalán del hebreo Yom Tov, que quiere decir, "buen día"
Fue el autor de unas tablas astronómicas preparadas en Perpiñán el 1361, y que todavía hoy se conservan manuscritas. Estas tablas disfrutaron de una gran reputación en su tiempo y se tradujeron al latín durante el siglo XV. También fueron objeto de muchos comentarios en hebreo, entre los cuales, un escrito por Joseph bien Saul Ḳimḥy. Muchos manuscritos de estas tablas se volvieron a traducir del latín al hebreo.

## Biografía
Su padre era Bonjorn del Barri, un rico comerciante de la provincia del Rosellón, que en aquel momento era parte del reino de Mallorca. En el 1323 del Barri fue autorizado por el rey Sancho de Mallorca para unirse al consejo de la comunidad judía de Perpiñán, y de viajar y comerciar libremente por todo el país, sin tener que llevar un distintivo amarillo o cualquier otro símbolo que lo identificara como judío. El 1327, a raíz de la muerte de su padre, David Bonjorn solicita a Jaime II de Aragón diversas disposiciones de la voluntad de éste: "pasar de Colliure en Perpiñán durante dos años, no dejar dinero para el nuevo rey de Mallorca o sus cortesanos hasta el vigésimo aniversario del rey, ni a ofrecer garantías para nadie, aparte de sus propias hermanas, ni a tomar un contrato de arrendamiento de las rentas reales". Bonjorn parece haber sido el único heredero. Aun así, sus hermanas fueron mencionadas en el documento. Una de ellas de nombre Venges, se convirtió en la esposa del célebre escritor judío Josep Caspi.
David Bonjorn se casó en primeras nupcias con una mujer judía de la ciudad de Arlés, en Provenza. El matrimonio se disolvió sin consumar porque la mujer fue declarada loca. En 1332 Alfonso IV de Aragón le concedió permiso para poder casarse con Esther, la hija de Astruc Caravita, un rico comerciante de Gerona. El matrimonio fue turbulento y en 1337 Esther le pidió el divorcio y la devolución de la dote a su familia. Pero él se negó y no le concedió ni el documento de repudio ni la devolución de la dote. Para conseguir liberarse de su marido y recuperar los bienes patrimoniales y familiares. Dado que sólo el marido podía solicitar y conceder el divorcio, Esther hizo desaparecer todos los libros y útiles del estudio de su marido, de este modo consiguió que él la repudiara David llamó a los juristas del rey de Mallorca para tratar de influir en el tribunal. En respuesta, las autoridades de Gerona, ciudad natal de Esther, intervinieron pero al lado de ella. Fue un debate largo y ruidoso, ya que los rabinos de ambos lados de los Pirineos se acercaron a Gerona para expresar su opinión en el juicio.